# Opel 10/30 PS
Die Opel 10/30 PS und Opel 10/35 PS waren PKW der oberen Mittelklasse der Adam Opel KG.
Der 10/30 PS wurde von 1922 bis 1924 und der 10/35 PS nur 1924 gebaut. Wegen der pfeilförmig angeschrägten Kühlerpartie wurden sie auch als „Spitznase“ bezeichnet.
Der 2,6-Liter-Vierzylindermotor mit 82 mm Bohrung und 122 mm Hub des 10/30 PS leistete 30 PS bei 1600/min. Der verbesserte Typ 10/35 PS leistete 35 PS.
Der Radstand betrug 3155 mm. Die Limousine war 4500 mm lang, 1700 mm breit und 2300 mm hoch. Sie kostete 12.000 Mark. Der offene Sechssitzer kostete dagegen nur 10.500 Mark.